# Diapriinae
Sous-famille
Les Diapriinae forment une sous-famille d'insectes hyménoptères de la famille Diapriidae.

## Présentation
Cette sous-famille a été créée en 1833 par Alexander Henry Haliday.

## Liste des genres
Selon BioLib (27 mai 2021) :
- genre Antarctopria Brues in Tillyard, 1920
- genre Austropria Masner, 1969
- genre Basalys Westwood, 1833
- genre Cardiopria Dodd, 1915
- genre Entomacis Föerster, 1856
- genre Hemilexomyia Dodd, 1920
- genre Hoplopria Ashmead, 1893
- genre Idiotypa Föerster, 1856
- genre Leaiopria Dodd, 1915
- genre Malvina Cameron, 1889
- genre Neurogalesus Kieffer, 1907
- genre Paramesius Westwood in Griffith, 1832
- genre Paraspilomicrus Johnston & Tiegs, 1922
- genre Polydiapria Dodd, 1915
- genre Psilus Panzer, 1801
- genre Rostropria Early & Naumann, 1990
- genre Solenopsiella Dodd, 1915
- genre Spilomicrus Westwood in Griffith, 1832
- genre Tetramopria Wasmann, 1899
- genre Trichopria Ashmead, 1893

Selon NCBI (27 mai 2021) :
- genre Aneurhynchus
- genre Basalys
- genre Coptera
- genre Entomacis
- genre Idiotypa
- genre Labolips
- genre Monelata
- genre Paramesius
- genre Poecilopsilus
- genre Psilus
- genre Spilomicrus
- genre Trichopria